# Coppa Intercontinentale 1979 (pallacanestro)
La Coppa intercontinentale di pallacanestro del 1979 si è giocata in Brasile, a San Paolo, ed è stata vinta dal Sírio.

## Risultati

### Classifica finale
|    | Squadra          | Gioc. | V | P | PF  | PS  | Punti |
| -- | ---------------- | ----- | - | - | --- | --- | ----- |
| 1. | Sírio            | 4     | 4 | 0 | 479 | 425 | 8     |
| 2. | Bosna            | 4     | 3 | 1 | 391 | 354 | 7     |
| 3. | Pall. Varese     | 4     | 2 | 2 | 419 | 393 | 6     |
| 4. | Piratas de Queb. | 4     | 1 | 3 | 383 | 426 | 5     |
| 5. | MoKan All-Stars  | 4     | 0 | 4 | 350 | 424 | 4     |

| Coppa Intercontinentale 1979 |
| ---------------------------- |
| Sírio 1º titolo              |

## Formazione vincitrice
| N° | Naz.                   | Ruolo | Sportivo        |  | Alt. |  |
| -- | ---------------------- | ----- | --------------- |  | ---- |  |
| 4  | Brasile (bandiera)     | A     | Dodi            |  |      |  |
| 5  | Brasile (bandiera)     | A     | Paulo César     |  |      |  |
| 6  | Brasile (bandiera)     | P     | José Carlos     |  |      |  |
| 7  | Brasile (bandiera)     | A     | Renato          |  |      |  |
| 8  | Stati Uniti (bandiera) | P     | Mike Daugherty  |  |      |  |
| 9  | Brasile (bandiera)     | C     | Marquinhos      |  |      |  |
| 10 | Brasile (bandiera)     | A     | Eduardo Agra    |  |      |  |
| 11 | Brasile (bandiera)     | GA    | Marcel          |  |      |  |
| 12 | Brasile (bandiera)     | A     | Marcelo Vido    |  |      |  |
| 13 | Stati Uniti (bandiera) | C     | Larry Williams  |  |      |  |
| 14 | Brasile (bandiera)     | A     | Oscar           |  |      |  |
| 15 | Brasile (bandiera)     | C     | Luís Carlos     |  |      |  |
| 16 | Brasile (bandiera)     | C     | Edmond          |  |      |  |
|    | Brasile (bandiera)     | All.  | Cláudio Mortari |  |      |  |